# Santa Albertina
Santa Albertina é um município brasileiro situado na região noroeste do estado de São Paulo.
Localiza-se a uma latitude 20º01'55" sul e a uma longitude 50º43'40" oeste. A cidade tem uma população de 6.022 habitantes (IBGE/2020) e área de 272,692 km².

## História
A origem do município de Santa Albertina encontra-se em um povoado fundado por Belizário de Almeida em 27 de abril de 1947, em terras doadas pela família Schimidt. Em 24 de junho de 1948, foi lançada a pedra fundamental e erguido um cruzeiro.
O nome Santa Albertina foi escolhido pelo doador das terras, Francisco Schimidt, em homenagem a sua mãe. O povoado cresceu e tornou-se distrito do município de Jales em 30 de dezembro de 1953, sendo elevado à categoria de município apenas seis anos mais tarde, em 18 de fevereiro de 1959.

## Demografia

### População
| Crescimento populacional                             | Crescimento populacional | Crescimento populacional | Crescimento populacional |
| Ano                                                  | População Total          |                          | %±                       |
| ---------------------------------------------------- | ------------------------ | ------------------------ | ------------------------ |
| 1960                                                 | 12 402                   |                          | —                        |
| 1970                                                 | 9 734                    |                          | −21,5%                   |
| 1980                                                 | 6 181                    |                          | −36,5%                   |
| 1991                                                 | 5 870                    |                          | −5,0%                    |
| 2000                                                 | 5 586                    |                          | −4,8%                    |
| 2010                                                 | 5 723                    |                          | 2,5%                     |
| 2022                                                 | 6 393                    |                          | 11,7%                    |
| Est. 2024                                            | 6 543                    | [ 6 ]                    | 2,3%                     |
| Fontes: Censos Demográficos IBGE e Estimativas SEADE |                          |                          |                          |

### Dados demográficos
Dados do Censo - 2010
- População total: 5.723
- Urbana: 4.891
- Rural: 832
- Homens: 2.905[11]
- Mulheres: 2.818

Densidade demográfica (hab./km²): 20,98
Dados do Censo - 2000
- Mortalidade infantil até 1 ano (por mil): 14,00
- Expectativa de vida (anos): 72,24
- Taxa de fecundidade (filhos por mulher): 2,16
- Taxa de alfabetização: 84,84%
- Índice de Desenvolvimento Humano (IDH-M): 0,784
  - IDH-M Renda: 0,714
  - IDH-M Longevidade: 0,787
  - IDH-M Educação: 0,851

(Fonte: IPEADATA)

## Geografia
A área do município, segundo o IBGE, é de 272,8 km² e a sua altitude média é de 420 metros sobre o nível do mar.
No ano de 2017 o IBGE classificou Santa Albertina como um dos 18 municípios integrantes da Região Geográfica Imediata de Jales e consequentemente parte da Região Geográfica Intermediária de São José do Rio Preto.

### Hidrografia
- Rio Grande

### Rodovias
- SP-561

## Infraestrutura

### Comunicações
O sistema de telefones automáticos foi inaugurado na cidade em 1981 pela Telecomunicações de São Paulo (TELESP), que também implantou o sistema de discagem direta à distância (DDD) em 1981 com o código de área (0176).
Na década de 90 o código DDD da cidade foi alterado para (017), para padronização do sistema telefônico com a telefonia celular que estava sendo implantada em todo o estado.

## Religião
O Cristianismo se faz presente na cidade da seguinte forma:

### Igreja Católica
- A igreja faz parte da Diocese de Jales.[16]

### Igrejas Evangélicas
- Assembleia de Deus Ministério do Belém.[17][18]
- Congregação Cristã no Brasil.[19]
- Igreja Presbiteriana Independente do Brasil.[20]